# تحصیل سانگله هیل
تحصیل سانگله هیل (به انگلیسی: Sangla Hill) یک تحصیل در پاکستان است که در پنجاب واقع شده‌است.